# Institut français de la mode

Institut français de la mode (IFM) är en högskola för mode och formgivning i Paris, grundad 1986.
Direktor är Pierre Bergé, en av grundarna av Yves Saint-Laurent. Högskolan är en av de främsta modeskolorna i världen.